# Surrender
「surrender」（サレンダー）は、2000年2月17日にポニーキャニオンより発売された下川みくに4作目のシングル。

## 解説
- 規格は8cmCD（PCDA-01198）。縦長のケースは本作までで、次の5thシングル「Naked」では12cmCD（マキシシングル）仕様のケースであるが、規格は8cmCDとなっている。
- 39にはalbum versionとして収録されている。
- 現時点で広瀬香美がプロデュースを担当した最後の下川みくに作品である。

## 収録曲
全作曲：広瀬香美
1. surrender [5:06] 
作詞：広瀬香美、編曲：亀田誠治
2. トキメキ・ラッシュで行きましょう [4:55] 
作詞：有里泉美、編曲：高橋圭一
3. surrender （ORIGINAL KARAOKE）